# Bowen (Illinois)
Bowen – wieś w stanie Illinois w hrabstwie Hancock w Stanach Zjednoczonych.